# Врзино коло (лист)
Врзино коло је лист за сатиру и књижевност.

## Историјат
Овај лист су покренули српски социјалисти после обустављања листа Враголан. Настао је осамостаљивањем рубрике Врзино коло у Враголану, која се обликовала као извештај са недељних састанака групе људе окупљене око Милована Глишића. Иако се као уредник води Периновић, стварни уредник је био Милован Глишић.
Врзино коло је излазило од 1872. до 1874. године сваког 7, 15, 22. и 30. у месецу. Престао је да излази због материјалних тешкоћа.
Најоштрија сатира написана је у прилогу Манџурска писма у којима су прављене алузије на тадашње стање у Србији. Аутори сатиричних прилога користили су писане и цртане карикатуре за обрачун са режимом.

## Место издавања
Београд, 1872-1874.

## Тематика
- Шаљиви епиграми
- Афоризми
- Илустрације
- Карикатуре
- Прилози у стиху

## Изглед листа
Врзино коло је штампани лист. Свака страна листа има по три ступца.
Ликовни и писани прилози су анонимни или потписани псеудонимима, а многи од њих по садржини подсећају на прилоге Милована Глишића из Враголана.

## Занимљивости
Цена листа за Србију је 48 гроша за годину дана, 24 гроша за пола године, 12 гроша за четврт године или 4 гроша за месец дана.
Постојала је и цена за Аустрију и друге земље. За целу годину је износила 5 форинти, за пола године 2 форинте и 50 новч, за четврт године 1 форинту и 25 новч.
Милован Глишић био је један од сарадника у листу.